# Hlavní buňka

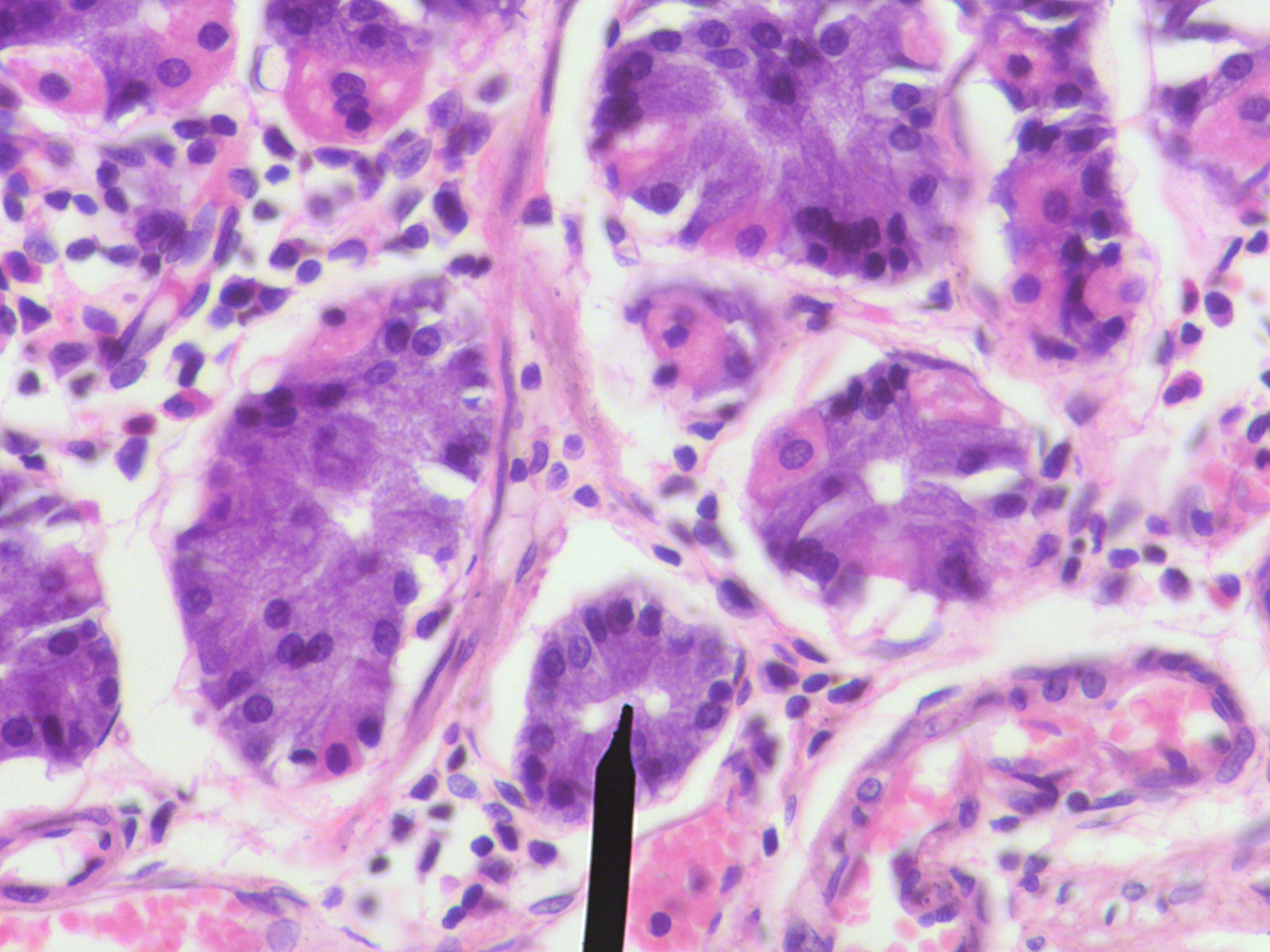
Lidská hlavní buňka v histologickém preparátu

Hlavní buňka (nebo pepsinogenní buňka či adelomorfní buňka) je druh buňky tubulózní žaludeční žlázky (glandula gastricae), která produkuje pepsinogen a žaludeční lipázu. U přežvýkavců buňka zodpovídá za produkci chymosinu. Kvůli vysokému zastoupení drsného endoplasmatického retikula v cytoplasmě se při barvení hematoxylin-eozínem jeví jako bazofilní.
Hlavní buňky se vyskytují v dolní části těl a na dnech žaludečních žlázek. Uvolňují proenzym pepsinogen, který se přetváří v pepsin při cholinergní aktivitě bloudivého nervu a kyselého prostředí žaludku. Sekreci mohou podporovat gastrin a sekretin. Kooperují s parietálními buňkami, které uvolňují kyselinu chlorovodíkovou, odpovědnou za přeměnu pepsinogenu na pepsin.